# Астипалея (митология)
Вижте пояснителната страница за други значения на Астипалея.
Астипалея в древногръцката митология е дъщеря на Феникс, син на Агенор и Перимеда и сестра на Европа. Любовница на Посейдон, който я прелъстява, и има двама сина от него – Анкей, цар на о-в Самос, и Еврипил, цар на о-в Кос.
Смята се, че остров Астипалея e наречен на нейно име.